# علي أباد حسن (حسين أباد)
علي أباد حسن (بالفارسية: علی‌آباد حسن) هي قرية تقع في إيران في قسم حسین أباد. يقدر عدد سكانها بـ 341 نسمة .